# Rekhoven
Rekhoven is een gehucht in de Belgische gemeente Lummen. Het ligt ten oosten van het centrum van Lummen.
Rekhoven is gelegen in de vallei van de Laambeek.

## Geschiedenis
In 1638 werd te Rekhoven een schans opgericht, die eveneens door de Laambeek werd gevoed. Alle sporen van deze schans zijn echter vernietigd door de aanleg van de Europese weg 313 en het naastgelegen bedrijventerrein.
Op de Ferrariskaart uit de jaren 1770 is de plaats aangeduid als het gehucht Reckhoven. Hier bevond zich vroeger, aan de Watermolenstraat, een watermolen van het onderslagtype, die reeds voor 1775 moet hebben bestaan. Deze dubbelmolen fungeerde als koren- en oliemolen, maar in 1883 werd de oliemolen afgebroken. In 1957 werd ook de korenmolen afgebroken om in het openluchtmuseum van Bokrijk weer te worden opgericht onder de naam: "De Korenbloem".